# Judit Kiss
Judit Kiss (ur. 27 stycznia 1980 w Veszprémie) – węgierska pływaczka, reprezentantka Węgier na Letnich Igrzyskach Olimpijskich 1992 w Barcelonie oraz na Letnich Igrzyskach Olimpijskich 1996 w Atlancie, najmłodsza w historii osoba, która reprezentowała Węgry na igrzyskach olimpijskich.

## Udziały na Letnich Igrzyskach Olimpijskich 1992 i 1996
Kiss reprezentowała Węgry na igrzyskach w 1992 w pływaniu 400 m stylem dowolnym oraz 800 m stylem dowolnym. Wygrała swój wyścig eliminacyjny na 400 metrów stylem dowolnym, ale czas 4:24,01 nie pozwolił na awans. W klasyfikacji generalnej zajęła 24. miejsce. Na 800 m stylem dowolnym zajęła 6. miejsce w swoim wyścigu eliminacyjnym, uzyskując czas 8:58,16 i odpadając z rywalizacji. Kiss była najmłodszym reprezentantem Węgier w historii, mając w chwili rozpoczęcia igrzysk 12 lat i 184 dni.
Rywalizowała również na Letnich Igrzyskach Olimpijskich 1996 w Atlancie, startując w konkurencji 400 m. stylem dowolnym. Zajęła 38. miejsce w klasyfikacji generalnej, uzyskując lepszy rezultat (4:29,80) tylko od reprezentantki Cypru Mariny Zarmy.